# Петров Георгій Семенович
Георгій Семенович Петров (2 червня 1927, місто Луганськ — 30 вересня 2007, місто Луганськ) — український радянський діяч, голова виконавчого комітету Луганської (Ворошиловградської) міської ради депутатів трудящих.

## Життєпис
Освіта вища. Член КПРС.
На 1959 — 9 січня 1965 року — заступник голови виконавчого комітету Луганської міської ради депутатів трудящих та голова Луганської міської планової комісії.
9 січня 1965 — березень 1985 року — голова виконавчого комітету Луганської (Ворошиловградської) міської ради депутатів трудящих.
З 1985 року — персональний пенсіонер.
Помер 30 вересня 2007 року в місті Луганську.

## Нагороди та відзнаки
- Почесний громадянин міста Луганська (.08.1995)